# Вінницько-Тульчинська єпархія ПЦУ
Вінницько-Тульчинська єпархія — єпархія Православної церкви України на території Вінницької області. Створена в 1992 році як Вінницька єпархія УПЦ КП. Сучасна назва з 2019 року.
Шляхом проповіді, місіонерства, жертовної і самовідданої боротьби сьогодні в єпархії служить близько 167 священнослужителів.
Парафії об'єднані у 27 благочинь.
За час існування єпархії побудована велика кількість храмів. Тільки у 2008 році було зведено десять нових храмів по Вінницькій області.
Функцію кафедрального собору виконує храм «Спас на Убрусі» (м. Вінниця, проїзд Станіславського, 7-А).
На парафіях Вінницько-Тульчинської єпархії діють двадцять недільних шкіл для дітей.
З початку широкомасштабного вторгнення Російської Федерації й до кінця травня 2022 року понад 20 нових парафій перейшли до Вінницько-Тульчинської єпархії з УПЦ (МП).

## Керуючі єпархією
- Софроній (Власов) - 15 вересня 1992 - 13 березня 1993
- Володимир (Ладика) 13 березня 1993 - 30 грудня 1993
  - 30 грудня 1993 - 23 листопада 1995 — архієпископ Тернопільський і Кременецький  Яків (Панчук) (в. о.)
- Панкратій (Тарнавський) 27 липня 1997 - 4 квітня 2000
- Геронтій (Хованський) 4 квітня 2000 - 28 лютого 2006
- Онуфрій (Хаврук) 4 березня 2006 - 8 березня 2013
- Михаїл (Боднарчук) (з 8 березня 2013)

## Єпархіальне управління
Вінницьке єпархіальне управління знаходиться за адресою: м. Вінниця, проїзд Станіславського, 7-А. Кафедральний храм Нерукотворного Образа Господа нашого Ісуса Христа (використовується як кафедральний храм тимчасово).

## Монастирі єпархії
Вапнярський Спасо-Преображенський  чоловічий монастир.
24240 Вінницька область, Томашпільський район смт. Вапнярка, вул. Л.Українки, 40, пров. Л. Українки 3 (скит)
намісник монастиря — ієромонах Амфілохій (Шестопал)

## Благочиння Вінницької єпархії
1. Барське благочиння (к-ть парафій — 1)
2. Бершадське благочиння (к-ть парафій — 9)
3. Вінницьке благочиння (к-ть парафій — 29)
4. Гайсинське благочиння (к-ть парафій — 8)
5. Жмеринське благочиння (к-ть парафій — 25)
6. Іллінецьке благочиння (к-ть парафій — 15)
7. Калинівське благочиння (к-ть парафій — 11)
8. Козятинське благочиння (к-ть парафій — 19)
9. Крижопільське благочиння (к-ть парафій — 4)
10. Липовецьке благочиння (к-ть парафій — 37)
11. Літинське благочиння (к-ть парафій — 18)
12. Могилів-Подільське благочиння (к-ть парафій — 6)
13. Муровано-Куриловецьке благочиння (к-ть парафій — 2)
14. Немирівське благочиння (к-ть парафій — 20)
15. Оратівське благочиння (к-ть парафій — 31)
16. Піщанське благочиння (к-ть парафій — 1)
17. Погребищенське благочиння (к-ть парафій — 26)
18. Теплицьке благочиння (к-ть парафій — 8)
19. Тиврівське благочиння (к-ть парафій — 11)
20. Томашпільське благочиння (к-ть парафій — 6)
21. Тростянецьке благочиння (к-ть парафій — 9)
22. Тульчинське благочиння (к-ть парафій — 1)
23. Хмільницьке благочиння (к-ть парафій — 18)
24. Чернівецьке благочиння (к-ть парафій — 1)
25. Чечельницьке благочиння (к-ть парафій — 1)
26. Шаргородське благочиння (к-ть парафій — 4)
27. Ямпільське благочиння (к-ть парафій — 6)